# Arrugues (pel·lícula)
|  | Aquest article tracta sobre la pel·lícula. Si cerqueu la novel·la gràfica original, vegeu «Arrugues». |

Arrugues és un llargmetratge animat en 2D amb una durada de 90 minuts dirigit per Ignacio Ferreras i estrenada el 2011. Està basada a la historieta Arrugues de Paco Roca.
La història està ambientada en un geriàtric i gira al voltant de l'amistat entre dos homes d'edat avançada, un d'ells en les primeres etapes de la malaltia d'Alzheimer.
Ha estat doblada al català.

## Producció
La pel·lícula va ser produïda per Perro Verde Films i co-produïda per la productora catalana Cromosoma, d'Oriol Ivern, responsable entre d'altres de la sèrie Les Tres Bessones. El pressupost va ser de dos milions i mig d'euros(gairebé 8 menys que 'Chico y Rita'). El treball d'animació fet a Espanya suposa un 75% i la resta es va subcontractar a les Filipines.

## Repartiment
- Álvaro Guevara - Emilio
- Tacho González - Miguel
- Mabel Rivera

## Presentació i crítiques
La pel·lícula es va estrenar el 19 de setembre en la 59 edició (2011) del Festival Internacional de Cinema de Sant Sebastià.
| «            | Arrugas té un enfocament digne d'elogi sentimental i ple de matisos en un tema complex, que evita les situacions melodramàtiques i caracteritzacions simplistes, si bé respectant certes convencions d'aquest subgènere... No hi manca patetisme genuí tot i que Nani García en gran manera convencional, previsible i cada llàgrima és difícil de guanyar. L'estil Ferreras d'animació és realista i directa amb especial atenció als detalls petits de la decoració, la roba i el gest | » |
| — Neil Young | |   |

## Premis i nominacions

### Nominacions
- 2012. Gaudí a la millor pel·lícula d'animació
- 2012. Goya al millor guió adaptat per Rosanna Cecchini, Paco Roca, Ignacio Ferreras i Ángel de la Cruz